# Beinn Mhanach
Beinn Mhanach är ett berg i Storbritannien.   Det ligger i kommunen Perth and Kinross och riksdelen Skottland, i den nordvästra delen av landet, 600 km nordväst om huvudstaden London. Toppen på Beinn Mhanach är 952 meter över havet, eller 312 meter över den omgivande terrängen. Bredden vid basen är 2,8 km. Beinn Mhanach ligger vid sjön Loch Lyon.
Terrängen runt Beinn Mhanach är huvudsakligen kuperad.Runt Beinn Mhanach är det mycket glesbefolkat, med 4 invånare per kvadratkilometer. Närmaste större samhälle är Crianlarich, 15,5 km söder om Beinn Mhanach. Trakten runt Beinn Mhanach består i huvudsak av gräsmarker.